# Shamrock (Texas)
Shamrock è una città della contea di Wheeler nel Texas, negli Stati Uniti. La popolazione era di 1 910 abitanti al censimento del 2010. La città si trova nella parte orientale del Texas Panhandle, situata lungo l'incrocio tra l'Interstate 40 (ex U.S. Route 66 ) e la U.S. Route 83. Si trova a 180 km a est di Amarillo, 303 km a ovest di Oklahoma City e 468 km a nord-ovest di Dallas.

## Geografia fisica
Secondo l'Ufficio del censimento degli Stati Uniti, ha una superficie totale di 2,05 mi² (5,31 km²).

## Storia
Situata nella parte centro-meridionale della contea di Wheeler, Shamrock era la città più grande della contea alla fine del XIX secolo. George e Dora Nickel acconsentirono all'istituzione del primo ufficio postale nel loro rifugio nel 1890. La posta veniva consegnata una volta alla settimana da Mobeetie. I vicini decisero di lasciare a George la scelta del nome dell'ufficio. Sua madre irlandese-americana gli aveva detto di dipendere sempre da un trifoglio (in inglese shamrock) per portargli fortuna, quindi, fedele alla sua origine irlandese, suggerì "Shamrock" per il nome dell'ufficio. Quando un misterioso incendio distrusse il suo rifugio, tuttavia, l'ufficio postale di George Nickel non aprì mai. Mary Ruth Jones divenne la prima direttrice postale di Shamrock, gestendo l'ufficio postale di Shamrock fuori dalla casa della famiglia Jones.
Nel 1902, la Chicago, Rock Island and Gulf Railway costruì una stazione nella città chiamandola "Wheeler", come la contea, ma in seguito prese il nome originale di Shamrock nel 1903, il che portò alla riapertura dell'ufficio postale di Shamrock. Nel 1907, la città era in competizione con le città di Story e Benonine come centri commerciali.
La crescita della città si è accelerata grazie allo spostamento di varie attività da altre località limitrofi, tra cui il giornale della contea, trasferitosi da Story, che cambiò nome da Wheeler County Texan in Shamrock Texan, diverse banche e il Shamrock Cotton Oil Mill. Nel 1911, E. L. Woodley divenne il sindaco della città appena incorporata. Nel 1926, la scoperta del petrolio e la creazione dei pozzi di gas naturale da parte della Shamrock Gas Company hanno contribuito a stimolare la continua crescita della città. Un declino dell'industria petrolifera causò un calo della popolazione negli anni 1940, ma si riprese nel decennio successivo con il miglioramento della Route 66. Negli anni 1980, la città ospitava un sistema scolastico moderno e consolidato, un impianto chimico, petrolifero e impianti di trattamento del gas e un ospedale.
Al suo apice nel 1930, Shamrock aveva una popolazione di 3 778 abitanti. Nonostante gli alti e i bassi, il numero di abitanti della città continua a oscillare. Secondo il censimento del 2020, la popolazione della città era di solo 1 986 abitanti.  Nonostante ciò, Shamrock è la seconda città più grande del Texas sulla Route 66, dopo Amarillo.
A Shamrock ogni anno si festeggia San Patrizio nel suo giorno. L'astronauta Alan Bean, originario della vicina Wheeler, ha visitato la comunità il 13 marzo per dare il via alla cerimonia nel 2015. Divenne il quarto uomo a camminare sulla Luna, un'impresa che egli descrisse come "quasi come se non riuscissi a crederci nemmeno io".

## Società

### Evoluzione demografica
Secondo il censimento del 2010, la popolazione era di 1 910 abitanti.